# Didymoglossum lorencei
Didymoglossum lorencei är en hinnbräkenväxtart som först beskrevs av Marie Laure Tardieu och som fick sitt nu gällande namn av Ebihara och Dubuisson.
Didymoglossum lorencei ingår i släktet Didymoglossum och familjen Hymenophyllaceae. Inga underarter finns listade i Catalogue of Life.